# Institut national des sciences mathématiques et de leurs interactions
L'Institut national des sciences mathématiques et de leurs interactions (INSMI) est l'un des dix instituts pilotant la recherche fondamentale du Centre national de la recherche scientifique (CNRS): c'est celui coordonnant les mathématiques, tant au niveau des unités de recherche qu'au niveau des personnels. 
Il a été investi, par un arrêté du 28 juin 2010, des missions nationales d’animation et de coordination dans le domaine des mathématiques,.
L’Institut est dirigé par Christophe Besse appuyé par une équipe de direction. Il anime un réseau de 44 unités mixtes de recherche et de 12 fédérations de recherche. L’Insmi contribue à intensifier les échanges internationaux notamment grâce à ses International research laboratories,
En octobre 2023, il prend le nom d'usage de CNRS Mathématiques.

## Missions
L'institut des sciences mathématiques et de leurs interactions est investi des missions nationales d'animation et de coordination dans le domaine des mathématiques. Pour cela, il doit selon l'arrêté du 28 juin 2010,
- favoriser l'excellence des recherches dans toutes les branches des sciences mathématiques ;
- soutenir le développement en réseau des thématiques, la formation et la mobilité des chercheurs ;
- renforcer et coordonner les structures d'intérêt national et les outils à la disposition des unités et de la communauté des chercheurs, notamment par la création d'infrastructures de recherche nationales ;
- favoriser les interactions entre les laboratoires de mathématiques, ceux des autres disciplines scientifiques et les entreprises, notamment par la valorisation et le transfert des recherches en mathématiques ;
- développer des actions internationales dans son domaine de compétence, notamment en participant à la construction d'un Espace européen de la recherche en mathématiques ;
- participer à la coordination et la promotion des formations par la recherche et à la recherche en mathématiques ;
- soutenir les actions de diffusion des connaissances et des actions de communication et de promotion des mathématiques, notamment envers les jeunes et le grand public.

## Unités et réseaux de recherche
Avec ses partenaires universitaires, l’Insmi coordonne 44 unités mixtes de recherche réparties sur tout le territoire métropolitain dans lesquelles est développé l’ensemble du spectre des mathématiques. À ces unités, s’ajoute un réseau de 12 fédérations de recherche.
Les groupements de recherche regroupent les mathématiciens autour de thématiques communes.

## Unités et réseau d'appui
L’Insmi organise la vie collective de la communauté mathématique par un réseau d’unités et réseaux thématiques d’appui.
Le réseau Mathrice regroupe les ingénieurs et techniciens en informatique des unités de mathématiques. C’est à la fois un réseau métier et un fournisseur de services numériques à la communauté mathématique.
Le réseau national des bibliothèques mathématiques apporte un soutien à la recherche en coordonnant la politique documentaire en mathématiques dans le cadre des missions nationales de l’INSMI.
L’unité Mathdoc, en partenariat avec l’Université Grenoble Alpes, développe des services destinés aux professionnels de l’édition (documentalistes, éditeurs académiques, laboratoires…) et aux chercheurs. Elle met notamment en œuvre une bibliothèque numérique (Numdam) mettant à disposition des textes intégraux publiés et le Centre Mersenne, plateforme d’édition,au modèle diamant. 
Le réseau AuDiMath soutient tous les acteurs de la communauté mathématique investis dans le développement des activités de diffusion des mathématiques auprès des publics extra-universitaires. Il publie en particulier le journal en ligne Images des mathématiques et un site de vidéo : VideoDiMath.
Le Cirm (Centre international de rencontres mathématiques) à Marseille, en cotutelle avec Aix-Marseille Université et la Société mathématique de France, et l’IHP (Institut Henri Poincaré) dans le 5e arrondissement de Paris, en cotutelle avec Sorbonne Université, permettent d’organiser des rencontres internationales. L’IHP met aussi en œuvre un programme grand-public autour notamment de la maison Poincaré. 
L’Agence pour les mathématiques en interaction avec l'entreprise et la société promeut,, les interactions entre les mathématiciens, professionnels et étudiants, et le monde de l'entreprise.

## Direction
Guy Métivier a été le premier directeur de l’Insmi. Les directeurs suivants de l’Insmi sont
- Christoph Sorger[23] de 2013 à 2017 ;
- Pascal Auscher[24] de 2017 à 2021 ;
- Christophe Besse[4] depuis 2021.